# Cardamine papuana
Cardamine papuana là một loài thực vật có hoa trong họ Cải. Loài này được (Lauterb.) O.E.Schulz mô tả khoa học đầu tiên năm 1918.